# Prendre l'air (film)
Pour plus de détails, voir Fiche technique et Distribution.
Prendre l'air est un film français de cinquante-quatre minutes tourné en 2008 réalisé par Nicolas Leclère et sorti en 2014. Ce film a obtenu le prix de la Résidence 2009 du festival Côté Court de Pantin.

## Synopsis
Une jeune femme, Colette, s'enfuit de l'hôpital psychiatrique Sainte-Anne avec un coussin sur le ventre pour faire croire qu'elle est enceinte et part pour la Camargue. Elle fait des rencontres incongrues, dont celle d'un amant d'autrefois qu'elle voulait retrouver et devenu entre-temps moine. Un flûtiste va changer le cours des choses.

## Fiche technique
- Titre : Prendre l'air
- Réalisation : Nicolas Leclère
- Assistant réalisateur : Vincent Léonard
- Scénario : Nicolas Leclère[6]
- Photographie : David Grinberg
- Ingénieur du son : Martin Sadoux
- Montage image : Françoise Bernard et Nicolas Leclère
- Montage son : Thomas Fourel
- Mixage : Antoine Bailly
- Musique : Yann Guillemot
- Producteurs : Nicolas Leclère et Olivier Chantriaux
- Sociétés de production : Filmo
- Société de distribution : Cinéma Saint-André-des-Arts
- Genre : comédie dramatique
- Pays d'origine :  France
- Langue : français
- Durée : 54 minutes
- Date de sortie :  France : 20 août 2014[6]

## Distribution
- Astrid Adverbe : Colette
- Pascal Cervo : le conducteur
- Éric Chevaleyre : le moine de Prémontré
- Yann Guillemot
- Constantin Leu
- Joseph Leclère
- Madeleine Notardonato